# 日比野五鳳

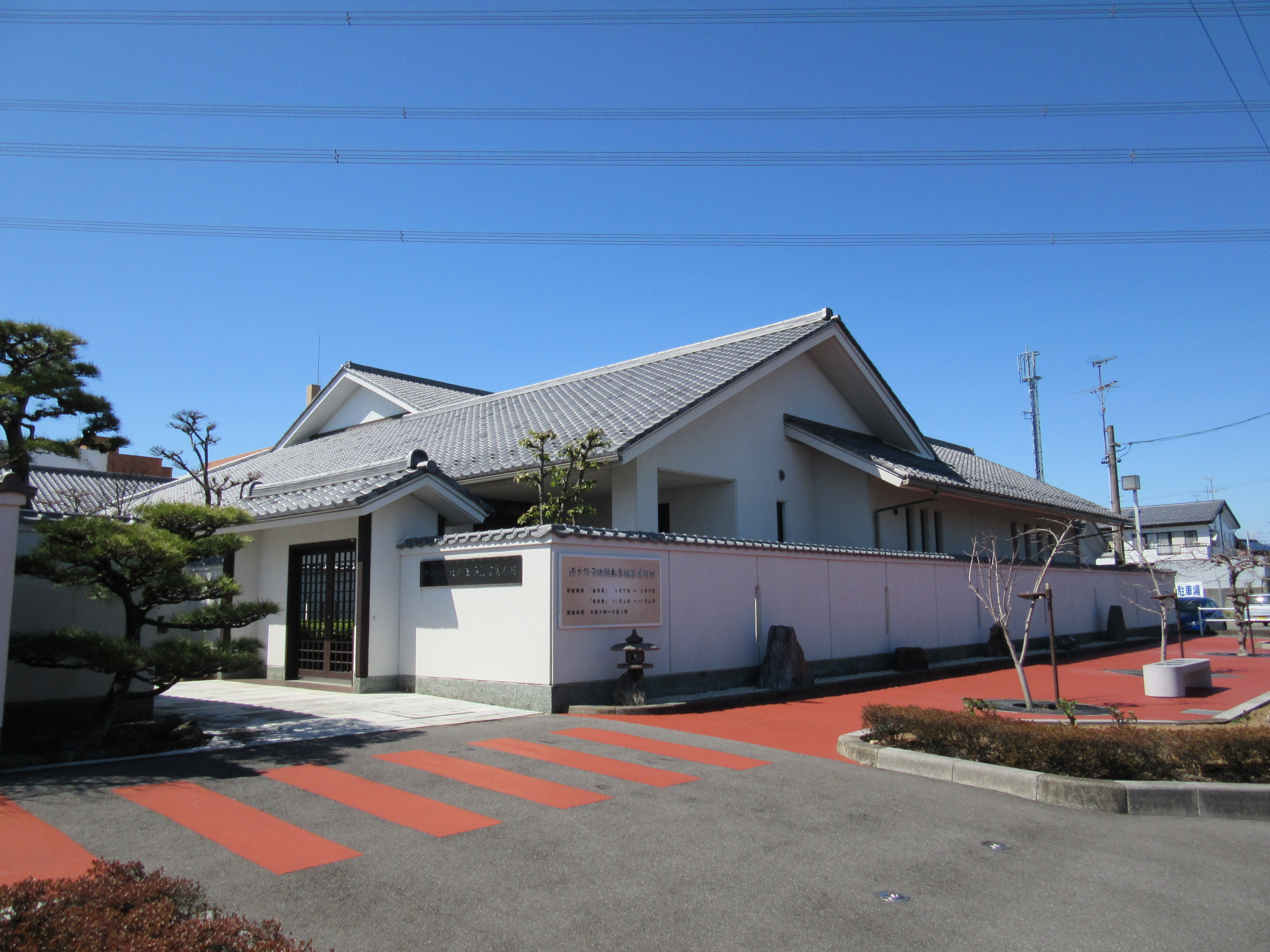
日比野五鳳記念美術館

日比野 五鳳（ひびの ごほう、1901年2月20日 - 1985年1月27日）は、日本の書家。息子の日比野光鳳も書家。

## 略歴
- 1901年2月20日 - 愛知県東春日井郡勝川町（現・春日井市）で、父・日比野信也、母・だいの長男として生まれる。
- 1901年9月 - 母の死去に伴い、祖父母のいる岐阜県安八郡神戸町中沢に移り育つ。
- 1913年 - 南平野尋常高等小学校（現・神戸町立南平野小学校）卒業。
- 1919年 - 岐阜県大垣中学校（現・岐阜県立大垣北高等学校）卒業。同校では書家・大野百錬に師事し、漢字書を学ぶ。
- 1921年 - かなを独学で研究し始める。
- 1927年 - 文検（文部省教員検定試験）習字科に合格。
- 1928年 - 京都精華高等女学校教諭に就任。以降、京都府女子師範学校教諭、桃山高等女学校教諭、京都府立女子専門学校講師を務める
- 1948年3月 - 京都府立女子専門学校講師を退職し、書に専念し始める。
- 1951年 - 日展で特選に入選。（『浦島』）
- 1962年 - 文部大臣賞を受賞。（『梅』）
- 1965年 - 日本芸術院賞を受賞[1]。（第7回新日展出品作「清水」）
- 1969年 - 日展常務理事に就任。
- 1971年 - 神戸町名誉町民
- 1973年 - 京都市文化功労者
- 1975年 - 京都府美術工芸功労者
- 1977年 - 日本芸術院会員
- 1979年 - 勲三等瑞宝章
- 1983年 - 文化功労者
- 1985年1月27日 - 脳梗塞のため、京都市の病院で死去。享年83歳。叙正四位、勲二等瑞宝章追贈。

## 作品
- 『ひよこ』（1968）
- 『奈良七重』（1981）

## その他
岐阜県神戸町に日比野五鳳記念美術館がある。
また神戸町役場の入口ロビーには、氏による山上憶良の子等を思う歌一首とその反歌を書にしたものが壁書として彫り込まれている。
神戸町中沢の実家跡には碑が建っている。